# Luo Jialun
Luo Jialun (traditionell kinesiska: 羅家倫; förenklad kinesiska: 罗家伦; pinyin: Luó Jiālún; Wade–Giles: Lo Chia-Luen), född 21 december 1897, död 25 december 1969, var en tidigare kinesisk utbildningsminister, historiker, diplomat och politisk aktivist. Han var en känd forskare och var en av ledarna för fjärde maj-rörelsen 1919. Därefter utmärktes han som president för olika prestigefyllda kinesiska universitet under mellankrigstiden. Hösten 1946 utsågs han av den nationalistiska regeringen till Kinas första ambassadör i Indien, ett år innan Indien fick suveränitet från Storbritannien. Hans tid som ambassadör såg eskaleringen av det kinesiska inbördeskriget och efterföljande reträtt till Taiwan för de nationalistiska styrkorna under Chiang Kai-Shek. Indien drog tillbaka diplomatiskt erkännande för Republiken Kina, och gav istället diplomatiskt erkännande till de segerrika kommunisterna under Mao Zedong. Luo stannade i Indien till 1952 då han återförenade sig med sin familj på Taiwan, där de hade dragit sig tillbaka med nationalisterna. Han fortsatte att bo där i sin pension.
Den 29 maj 2018 namngavs asteroiden 204711 Luojialun till hans ära.
I januari 2022 fick University of Michigan en kalligrafisamling värd 12 miljoner dollar som en donation från Jialuns familj, vilket gör den till den största konstdonationen i universitetets historia hittills.

## Biografi
Luo Jialun föddes den 21 december 1897 i Kiangsi till en måttligt framgångsrik familj. Han var en flitig och brådmogen student, och tog examen från Pekings universitet i konst och genomförde därefter intensivt forskningsarbete inom historia och filosofi vid olika universitet i Princeton, Columbia, London, Berlin och Paris. När han återvände till Kina antog han en framträdande roll i litteraturrevolutionen 1918 och efterföljande fjärde maj-rörelsen 1919. Han började på universitetet i Peking och blev professor i historia 1926. 1928 utsågs han till president för Tsinghuauniversitetet och var det fram till 1930.